# Al cor gentil rempaira sempre amore
Al cor gentil rempaira sempre amore è una poesia di Guido Guinizelli ed il primo testo letterario della nuova tendenza poetica che nasce in Italia nella seconda metà del XIII secolo: il dolce stil novo. Quest'opera è considerata il manifesto programmatico ed esemplare dello stilnovismo.

## Temi
Tra le tematiche della canzone vi è quella della nobiltà d'animo, o gentilezza; questa tematica era già stata trattata dalla cultura cortese con Andrea Cappellano che affermava che solo la gentilezza conferiva nobiltà agli uomini; in altre parole si affermava che la nobiltà non dipendesse dalla nascita, ma dal valore della persona. In questa visione si rispecchiavano molti piccoli aristocratici senza feudi che in un certo qual modo volevano essere considerati di diritto parte della classe feudale dell'età cortese. Il concetto è ripreso dal Guinizelli, ma in un contesto completamente diverso da quello del Cappellano. 
Guido era un intellettuale e fece anche parte di una delle massime cariche comunali, il giudice. Per raggiungere un'egemonia tra le istituzioni cittadine e soppiantare la classe dirigente nobiliare del Comune, fu elaborata una nuova concezione della nobiltà: per essere gentili non basta essere di sangue nobile, perché la gentilezza non è ereditaria. Si forma così una nuova nobiltà cittadina che si basa sulle proprie doti di intelligenza e cultura, ciò che Dante Alighieri considerava l'altezza dell'ingegno.
Per spiegare questa concezione dell'amore, Guinizzelli struttura la sua canzone come un vero e proprio trattato filosofico in poesia; utilizza numerosi esempi tratti dalla filosofia naturale, dalla scienza delle pietre preziose, dall'astronomia e infine, per imprimere alla sua idea d'amore un senso universale, dalla teologia.

## Testo completo
come l’ausello in selva a la verdura;

né fe’ amor anti che gentil core,

né gentil core anti ch’amor, natura:

ch’adesso con’ fu ’l sole,

sì tosto lo splendore fu lucente,

né fu davanti ’l sole;

e prende amore in gentilezza loco

così propïamente

come calore in clarità di foco.

Foco d’amore in gentil cor s’aprende

come vertute in petra prezïosa,

che da la stella valor no i discende

anti che ’l sol la faccia gentil cosa;

poi che n’ha tratto fòre

per sua forza lo sol ciò che li è vile,

stella li dà valore:

così lo cor ch’è fatto da natura

asletto, pur, gentile,

donna a guisa di stella lo ’nnamora.

Amor per tal ragion sta ’n cor gentile

per qual lo foco in cima del doplero:

splendeli al su’ diletto, clar, sottile;

no li stari’ altra guisa, tant’è fero.

Così prava natura

recontra amor come fa l’aigua il foco

caldo, per la freddura.

Amore in gentil cor prende rivera

per suo consimel loco

com’ adamàs del ferro in la minera.

Fere lo sol lo fango tutto ’l giorno:

vile reman, né ’l sol perde calore;

dis’omo alter: «Gentil per sclatta torno»;

lui semblo al fango, al sol gentil valore:

ché non dé dar om fé

che gentilezza sia fòr di coraggio

in degnità d’ere’

sed a vertute non ha gentil core,

com’aigua porta raggio

e ’l ciel riten le stelle e lo splendore.

Splende ’n la ’ntelligenzïa del cielo

Deo crïator più che [’n] nostr’occhi ’l sole:

ella intende suo fattor oltra ’l cielo,

e ’l ciel volgiando, a Lui obedir tole;

e con’ segue, al primero,

del giusto Deo beato compimento,

così dar dovria, al vero,

la bella donna, poi che [’n] gli occhi splende

del suo gentil, talento

che mai di lei obedir non si disprende.

Donna, Deo mi dirà: «Che presomisti?»,

sïando l’alma mia a lui davanti.

«Lo ciel passasti e ’nfin a Me venisti

e desti in vano amor Me per semblanti:

ch’a Me conven le laude

e a la reina del regname degno,

per cui cessa onne fraude».

Dir Li porò: «Tenne d’angel sembianza

che fosse del Tuo regno;

non me fu fallo, s’in lei posi amanza.»

## Stile e metrica
Il legame con la tradizione provenzale e siciliana è forte soprattutto nei francesismi («rempaira» per «ritorna» al v. 1; «ausello» per «uccello» al v. 2; «aigua» per «acqua» al v. 26) e nel tema della venerazione dell'uomo verso la donna; tuttavia, la lode alla donna non è più per le sue fattezze umane, ma per quelle angeliche, le quali la rendono degna di lodi che spettano solo a Dio e alla Madonna (vv. 51-60). Questa è la grande novità degli stilnovisti: Guinizelli introduce il tema della donna-angelo, che dona salvezza facendosi tramite dell'amore divino; tema questo che troverà la massima espressione poetica nel capolavoro dantesco.
Dal punto di vista metrico la canzone è organizzata in sei strofe composte da dieci versi (endecasillabi e settenari), mentre lo schema rimico è sintetizzabile in ABAB (fronte), cDcEdE (sirma).
Il contenuto di ogni singola strofa aiuta a definire le linee guida ed i pensieri del Dolce Stil Novo che si svilupperà in Toscana e per fare ciò vengono utilizzate molte metafore tra elementi naturali e l'amore umano. Ad esempio nella prima strofa si parla di come il sole e la luce siano nati insieme e siano inseparabili l'un l'altro, così come l'amore non può esistere al di fuori di un cuore nobile. Infatti un cuore vile (rappresentato dal fango nella quarta strofa) anche se viene toccato dall'amore rimane sempre vile, mentre un cuore nobile risplende.

### Figure retoriche
Per quanto riguarda le figure retoriche, sono presenti numerosissime similitudini, presenti in quasi tutte le strofe, introdotte sempre dall'avverbio come o da termini equivalenti (per qual). Guinizelli insiste anche nell'uso del chiasmo (vv. 1-2; vv. 3-4), che confronta coppie di parole facendo però ricorso a immagini concrete.
La canzone, infine, è accompagnata anche da:
- allitterazioni della «r»: «al cor gentil rempaira sempre amore» e della «l»: «l’ausello in selva, sole, splendore, lucente»;
- una metonimia: «gentilezza» (v. 8);
- anafore: «come ... come ... come ... com» (vv. 2-10-12-30-39); così (vv. 9-18-25-47);
- enjambements: «natura / recontra» (vv. 25-26); «foco / caldo» (vv 26-27); «splende / del suo gentil» (vv. 48-49);
- anastrofi: «né fe' amor anti che gentil core / né gentil core anti che amor, natura» (vv. 3-4); «del ferro in la miniera» (v. 30); «d'angel sembianza» (v. 58);
- perifrasi: «suo fattore», ovvero Dio (v. 43); regina del reame degno, cioè Maria (v. 56).

## Significati interni

### Le caratteristiche del Dolce Stil Novo
Con Guinizelli si ha la nascita del Dolce stil novo, e fu lui il primo a dare delle vere caratteristiche alla poesia stilnovistica.
Una delle prime caratteristiche vengono presentate già nei primi versi: i paragoni intenti a descrivere la bellezza della donna. Inoltre, si ha anche un'elevazione della donna che diventa strumento di salvezza per l'uomo.

### I significati più interiori
Come si può capire già nei primi versi, esiste una perfetta corrispondenza tra la gentilezza d'animo e l'amore. Non ci può essere Amore, se non c'è gentilezza d'animo, e solo chi è gentile potrà trovare il vero amore.
Il trinomio composto da:
- Gentilezza,
- Amore,
- Poesia.

Gli uomini medievali credevano che le pietre preziose avessero proprietà magiche e che provenissero dalla Terra dopo aver ricevuto la luce del Sole. Ma come si nota nella strofe (vv. 31 e 40) solo chi é gentile d'animo riceverà la luce del Sole e chi é vile, citando appunto Guinizelli: «Fere lo sol lo fango tutto 'l giorno vile reman, né 'l sol perde calore».
Infine nelle ultime due strofe si ha l'elevazione tipica del Dolce stil novo: Guinizelli, infatti, si trova faccia a faccia con un Dio furibondo. Il povero poeta si è perso negli occhi della sua amata tanto da dimenticarsi di Dio, ma si giustifica dicendo che la donna assomiglia a un angelo, fatta da Dio stesso, e che con lei aveva trovato la via della salvezza.